# 19 février en sport
19 janvier 19 mars
Chronologies thématiques
- Croisades
- Ferroviaires
- Disney

Le 19 février (50e jour de l'année) en sport.

## Événements

### XIXesiècle
- 1881 :
  - (Rugby à XV) :
    - premier match international de rugby entre l’Angleterre et le pays de Galles à Blackheath. L'Angleterre s’impose sur le score de 8 à 0 en marquant treize essais[1].
    - l'Irlande domine l'Écosse à Belfast sur le score de 1 à 0[2].
- 1887 :
  - (Football) : à Glasgow (Hampden Park), l'Écosse s'impose 4-1 face à l'Irlande devant 1 500 spectateurs.
  - (Rugby à XV /Tournoi britannique) : l'Irlande perd son deuxième match du Tournoi à domicile devant l'équipe d’Écosse qui obtient la victoire 2 à 0 à Belfast[3].
- 1893 :
  - (Rugby à XV) : premier match (non officiel) de l'équipe de France de rugby à XV.

### XXesièclede1901à1950
- 1910 :
  - (Football) : inauguration du stade de Manchester United, Old Trafford.
- 1905 :
  - (Football) : Alf Common est transféré à Middlesbrough FC pour le montant record de 1 000 £.
- 1928 :
  - (Jeux olympiques d'hiver) : à Saint-Moritz, clôture des jeux d'hiver de 1928
  - (Automobile) : à Daytona Beach, Malcolm Campbell établit un nouveau record de vitesse terrestre : 333,05 km/h.
- 1933 :
  - (Sport automobile) : Grand Prix de Pau.

### XXesièclede1951à2000
- 1977 :
  - (Rugby à XV) : l'équipe de France de rugby à XV remporte son deuxième succès dans le Tournoi des Cinq Nations en dominant l'Angleterre à Twickenham sur le score étriqué de 4-3.
- 1984 :
  - (Jeux olympiques) : à Sarajevo, clôture des Jeux olympiques d'hiver de 1984.
- 1990 :
  - (Tennis) : Pete Sampras remporte le premier tournoi de sa carrière en battant en finale du tournoi de Philadelphie (Pennsylvanie) l'Équatorien Andrés Gómez sur le score de 7-6 7-5 6-2.
- 2000 :
  - (Saut à la perche) : Stacy Dragila porte le record du monde de saut à la perche féminin en salle à 4,61 m.

### XXIesiècle
- 2010 :
  - (JO d'hiver) : à Vancouver au Canada 8e jour de compétition.
- 2014 :
  - (JO d'hiver) : à Sotchi en Russie 14e jour de compétition.
- 2017 :
  - (Biathlon /Championnats du monde) : aux Championnats du monde de biathlon, sur la mass star féminine, victoire de l'Allemande Laura Dahlmeier suivi de l'Américaine Susan Dunklee et de la Finlandaise Kaisa Mäkäräinen puis sur la course masculine, victoire de l'Allemand Simon Schempp, suivi du Norvégien Johannes Thingnes Bø et de l'Autrichien Simon Eder.
  - (Ski alpin /Championnats du monde) : aux Championnats du monde de ski alpin, sur le slalom masculin, victoire de l'Autrichien Marcel Hirscher suivi de son compatriote Manuel Feller et de l'Allemand Felix Neureuther.
- 2018 :
  - (JO d'hiver) : à Pyeongchang en Corée du Sud, 12e jour de compétition.
- 2020 :
  - (Biathlon /Championnats du monde) : Sur l'individuel 20km masculin, victoire du français Martin Fourcade qui devance le Norvégien Johannes Thingnes Bø et l'Autrichien Dominik Landertinger.
  - (Voile) : Francis Joyon et ses équipiers Bertrand Delesne, Christophe Houdet, Antoine Blouet et Corentin Joyon battent le Record de la Route du Thé, entre Hong Kong et Londres. Ils franchissent la ligne d’arrivée matérialisée sur la Tamise à 08 heures, 37 minutes et 33 secondes heure française. Une arrivée effectuée dans des conditions particulières puisqu'étant à sec de carburant, une partie des aides techniques du bateau ne fonctionnaient plus. Le temps de course et nouveau record de la Route du Thé est donc de 31 jours, 23 heures, 36 minutes et 46 secondes. Joyon et ses quatre marins améliorent le précédent record de l’Italien Giovanni Soldini de 4 jours, 03 heures, 00 minutes et 26 secondes[4].

## Naissances

### XIXesiècle
- 1876 :
  - Henri Hérouin, archer français. Champion olympique du cordon doré aux Jeux de Paris 1900. († ?).
- 1886 :
  - Nils Hellsten, épéiste et fleurettiste suédois. Médaillé de bronze de l'épée individuelle aux Jeux de Paris 1924. († 12 avril 1962).
- 1893 :
  - Roger Labric, cycliste sur route, pilote de courses automobile, journaliste, et historien français. († 24 mai 1962).

### XXesièclede1901à1950
- 1905 :
  - Russell Oatman, hockeyeur sur glace canadien. († 25 octobre 1964).
- 1907 :
  - Joseph Gonzales, footballeur puis entraîneur français. (1 sélection en équipe de France). († 26 juin 1984).
- 1910 :
  - Georges Tapie, rameur français. Médaillé de bronze en deux en pointe avec barreur aux Jeux de Berlin 1936. († 2 janvier 1964).
- 1911 :
  - Bill Bowerman, entraîneur d'athlétisme américain. († 25 décembre 1999).
- 1914 :
  - René Cotton, pilote de courses automobile français. († 25 juillet 1971).
- 1923 :
  - Giulio Cabianca, pilote de courses automobile autrichien. († 15 juin 1961).
- 1924 :
  - Bruce Norris, dirigeant sportif de hockey sur glace canadien. († 1er janvier 1986).
- 1928 :
  - Léon Glovacki, footballeur français. (11 sélections en équipe de France). († 9 septembre 2009).
- 1932 :
  - Noëlle Ailloud, joueuse de badminton française.
- 1937 :
  - Norm O'Neill, joueur de cricket australien. (42 sélections en test cricket). († 3 mars 2008).
- 1938 :
  - Oliver Taylor, boxeur australien. Médaillé de bronze des -54 kg aux Jeux de Rome 1960.
- 1942 :
  - Paul Krause, joueur de foot U.S. américain.
- 1945 :
  - Horst Felbermayr, Sr., pilote de courses automobile autrichien.
- 1950 :
  - Jean-Pierre Malcher, pilote de courses automobile puis journaliste auto français.

### XXesièclede1951à2000
- 1953 :
  - Corrado Barazzutti, joueur de tennis italien. Vainqueur de la Coupe Davis 1976. Capitaine de l'Équipe d'Italie de Coupe Davis depuis 2006 et de l'Équipe d'Italie de Fed Cup victorieuse en 2006.
  - Jean-Pierre Raczynski, footballeur français.
- 1954 :
  - Sócrates, footballeur brésilien. (60 sélections en équipe nationale). († 4 décembre 2011).
- 1957 :
  - Dave Stewart, joueur de baseball américain.
- 1960 :
  - John Paul Jr., pilote de courses automobile américain.
- 1961 :
  - Justin Fashanu, footballeur anglais. († 2 mai 1998).
  - Andy Wallace, pilote de courses automobile anglais. Vainqueur des 24 Heures du Mans 1988.
- 1962 :
  - Hana Mandlíková, joueuse de tennis tchécoslovaque puis australienne. Victorieuse de l'Open d'Australie 1980 et 1987, de Roland Garros 1981 et de l'US Open 1985, de la Fed Cup 1983, 1984 et 1985.
- 1964 :
  - Larisa Peleshenko, athlète de lancers soviétique puis russe. Médaillée d'argent du poids aux Jeux de Sydney 2000.
- 1965 :
  - Michael Westphal, joueur de tennis allemand. († 20 juin 1991).
- 1966 :
  - Paul Haarhuis, joueur de tennis néerlandais.
  - Enzo Scifo, footballeur puis entraîneur belge. (84 sélections en équipe nationale).
- 1971 :
  - Miguel Batista, joueur de baseball dominicain.
- 1972 :
  - Noureddine Maurice Bentoumi, fondeur algérien et français.
- 1977 :
  - Gianluca Zambrotta, footballeur puis entraîneur italien. Champion du monde de football 2006. (98 sélections en équipe nationale).
- 1978 :
  - Michális Konstantínou, footballeur chypriote. (84 sélections en équipe nationale).
- 1979 :
  - Steve Cherundolo, footballeur américain. (87 sélections en équipe nationale).
  - Sarah Schleper, skieuse alpine américaine.
- 1980 :
  - Pierre Ebede, footballeur camerounais. (1 sélection en équipe nationale).
  - Dwight Freeney, joueur de foot U.S. américain.
  - Ma Lin, pongiste chinois. Champion olympique du double aux Jeux d'Athènes 2004 puis champion olympique du simple et par équipes aux Jeux de Pékin 2008. Champion du monde de tennis de table en double mixte 1999 et 2003, champion du monde de tennis de table par équipes 2001, 2004, 2006, 2008, 2010 et 2012 puis champion du monde de tennis de table double messieurs 2007.
  - Mike Miller, basketteur américain.
  - Spyrídon Yianniótis, nageur en eau libre grec. Champion du monde de natation du 10 km en eau libre 2011. Champion d'Europe de nage en eau libre du 5 km contre la montre 2008 et champion d'Europe de natation en eau libre par équipes mixte 2010.
- 1981 :
  - R. T. Guinn, basketteur américain.
  - Josh Mann-Rea, joueur de rugby à XV australien.
  - Katarzyna Mróz, volleyeuse polonaise.
  - Tina Pisnik, joueuse de tennis slovène.
  - Andreas Vinciguerra, joueur de tennis suédois.
- 1982 :
  - Camelia Potec, nageuse roumaine. Championne olympique du 200 m nage libre aux Jeux d'Athènes 2004.
- 1983 :
  - Darold Williamson, athlète de sprint américain. Champion olympique du relais 4 × 400 m aux Jeux d'Athènes 2004. Champion du monde d'athlétisme du relais 4 × 400 m 2007.
  - Ryan Whitney, hockeyeur sur glace américain. Médaillé d'argent aux Jeux de Vancouver 2010.
- 1984 :
  - Marylin Pla, patineuse artistique de couple française.
- 1985 :
  - Franck Fisseux, archer français.
  - Sławomir Peszko, footballeur polonais. (42 sélections en équipe nationale).
  - Raymond Sawada, hockeyeur sur glace canadien. († 10 avril 2023).
  - Bernhard Starkbaum, hockeyeur sur glace autrichien.
  - Jelle Vanendert, cycliste sur route belge.
- 1986 :
  - Kyle Chipchura, hockeyeur sur glace canadien.
  - Marta, footballeuse brésilienne. Médaillée d'argent aux Jeux d'Athènes 2004 et aux Jeux de Pékin 2008. Victorieuse de la Sudamericano 2003 et 2010 puis de la ligue des champions 2004. (101 sélections en équipe nationale).
  - Michael Schwimer, joueur de baseball américain.
- 1987 :
  - Anna Cappellini, patineuse artistique de danse sur glace italienne. Championne du monde de patinage artistique 2014. Championne d'Europe de patinage artistique 2014.
  - Alexandra Eremia, gymnaste roumaine. Championne olympique du concours général par équipes et médaillée de bronze de la poutre aux Jeux d'Athènes 2004.
  - Kevin Lalande, hockeyeur sur glace canadien puis biélorusse.
  - Ricardo van der Velde, cycliste sur route et cyclo-crossman néerlandais.
- 1988 :
  - Marion Buisson, athlète de saut à la perche française.
  - Shawn Matthias, hockeyeur sur glace canadien.
  - Nataliya Pohrebnyak, athlète de sprint ukrainienne. Championne d'Europe d'athlétisme du relais 4 × 100 m 2010.
- 1989 :
  - Matt Hamilton, curleur américain. Champion olympique aux Jeux de Pyeongchang 2018.
  - Damir Karaibrahimovic, basketteur français.
  - Fernando Marçal, footballeur brésilien.
  - Rüdiger Selig, cycliste sur route allemand.
- 1990 :
  - Kosta Barbarouses, footballeur gréco-néo-zélandais. Champion d'Océanie de football 2008 et 2016. (47 sélections avec l'équipe de Nouvelle-Zélande).
  - Ryad Boudebouz, footballeur franco-algérien. (25 sélections avec l'équipe d'Algérie).
  - Briken Calja, haltérophile albanais. Champion du monde d'haltérophilie à l'arraché des -73kg 2021. Champion d'Europe d'haltérophilie des -69 kg 2018 et à l'arraché des -73 kg 2019.
  - Paul Ngauamo, joueur de rugby à XV tongien. (12 sélections en équipe nationale).
- 1991 :
  - Trevor Bayne, pilote de courses automobile de Nascar américain.
  - C. J. Harris, basketteur américain.
  - Christoph Kramer, footballeur allemand. Champion du monde de football 2014. (12 sélections en équipe nationale).
  - Ethan Mitchell, cycliste sur piste néo-zélandais. Médaillé d'argent de la vitesse par équipes aux Jeux de Rio 2016. Champion du monde de cyclisme sur piste de la vitesse par équipes 2014, 2016 et 2017.
  - Adreian Payne, basketteur américain.
- 1992 :
  - Simon Falette, footballeur franco-guinéen. (1 sélection avec l'équipe de Guinée).
- 1993 :
  - Mauro Icardi, footballeur argentino-italien. (8 sélections en équipe d'Argentine).
  - Bobby Ray Parks Jr., basketteur américano-philippin.
  - Hugo Videmont, footballeur français.
  - Sarah Zadrazil, footballeuse autrichienne. (65 sélections en équipe nationale).
- 1994 :
  - Mathilde-Amivi Petitjean, fondeuse franco-togolaise.
  - Chirine Knaidil, footballeuse internationale marocaine.
- 1995 :
  - Nikola Jokić, basketteur serbe. Médaillé d'argent aux Jeux e Rio 2016. (9 sélections en équipe nationale).
  - Nolan Mbemba, footballeur français.
- 1996 :
  - Lærke Nolsøe, handballeuse danoise. Victorieuse de la Coupe de l'EHF féminine 2015 et de la Coupe d'Europe des vainqueurs de coupe féminine de handball 2016. (10 sélections en équipe nationale).
  - Kia Nurse, basketteuse canadienne. (36 sélections en équipe nationale).
  - D. J. Wilson, basketteur américain.
- 1997 :
  - Benoît Kounkoud, handballeur français. (2 sélections en équipe de France).
  - Christopher Martins Pereira, footballeur luxembourgeois-cap-verdien. (33 sélections avec l'équipe du Luxembourg).
- 1999 :
  - Livia Girard, joueuse française de rugby à XV.
- 2000 :
  - Sandy Baltimore, footballeuse française.

### XXIesiècle
- 2001 :
  - Sava-Arangel Čestić, footballeur serbe.
  - Lee Kang-in, footballeur sus-coréen. (18 sélections en équipe nationale).
  - Welington, footballeur brésilien.
  - Lorenzo Thirouard-Samson, footballeur français.
- 2004 :
  - Amar Fatah, footballeur suédois.
- 2006 :
  - Maher Carrizo, footballeur argentin.
  - Anton Matković, footballeur croate.

## Décès

### XIXesiècle
- 1892 :
  - Monty Bowden, 26 ans, joueur de cricket anglais. (2 sélections en Test cricket). (° 1er novembre 1865).

### XXesièclede1951à2000
- 1957 :
  - Maurice Garin, 85 ans, cycliste sur route italien puis français. Vainqueur du Tour de France 1903, de Paris-Roubaix 1897 et 1898. (° 3 mars 1871).
- 1958 :
  - Conant King , 77 ans, athlète de saut américain. Médaillé d'argent de la hauteur sans élan et du triple saut sans élan aux Jeux de Saint-Louis 1904. (° 10 décembre 1880).
- 1968 :
  - Georg Hackenschmidt, haltérophile russe puis français et ensuite britannique. (° 20 juillet 1878).
- 1969 :
  - Jean-Pierre Ducasse, 24 ans, cycliste sur route français. (° 16 juillet 1944).
- 1973 :
  - Léon Darrien, 73 ans, gymnaste belge. Médaillé de bronze du système suédois par équipes aux Jeux d'Anvers 1920. (° 25 octobre 1887).
- 1976 :
  - Lawrence Shields, 80 ans, athlète de demi-fond américain. Champion olympique du 3 000 m par équipes et médaillé de bronze du 1 500 m aux Jeux d'Anvers 1920. (° 5 mars 1895).
- 1996 :
  - Antonio Creus, 71 ans, pilote de course automobile espagnol. (° 28 octobre 1924).
- 1998 :
  - George Male, 87 ans, footballeur anglais. (19 sélections en équipe nationale). (° 8 mai 1910).

### XXIesiècle
- 2004 :
  - David Hookes, 48 ans, joueur de cricket australien. (23 sélections en test match). (° 3 mai 1955).
- 2008 :
  - Norbert Boucq, 75 ans, footballeur puis entraîneur français. (° 30 décembre 1932).
- 2009 :
  - Pierre Barbotin, 82 ans, cycliste sur route français. (° 29 septembre 1926).
- 2011 :
  - Ollie Matson, 80 ans, joueur de foot U.S. et athlète de sprint américain. Médaillé d'argent du relais 4 × 400 m et de bronze du 400 m aux Jeux d'Helsinki 1952. (° 1er mai 1930).
- 2015 :
  - Harold Johnson, 86 ans, boxeur américain. Champion du monde poids mi-lourds de boxe de 1961 à 1963. (° 9 août 1928).
- 2017 :
  - Nadiya Olizarenko, 63 ans, athlète de demi-fond soviétique puis ukrainienne. Championne olympique du 800 m et médaillée de bronze du 1 500 m aux Jeux de Moscou 1980. Championne d'Europe d'athlétisme du 800 m 1986. (° 28 novembre 1953).
- 2019 :
  - Don Newcombe, 92 ans, joueur de baseball américain. (° 14 juin 1926).